# Marathon Cup 13 2025
De schaatsmarathon Marathon Cup 13 2025 was de achttiende wedstrijd van het marathonseizoen 2024/2025 die op zaterdag 18 januari 2025 plaatsvond op De Scheg in Deventer. Het is de laatste wedstrijd voordat het marathonschaatsen zich verplaatst naar het natuurijs op de Weissensee. 
Er was geen wedstrijd voor de belofen vrouwen. 
De wedstrijd voor de Top-divisie mannen werd gewonnen door Bart Hoolwerf. De snelle Reggeborgh-man was de Bouwselect / De Haan Westerhoff-sprinters in de massasprint te snel af. Voor Bart Hoolwerf was de overwinning op De Scheg alweer de zevende dagzege dit seizoen. Hoolwerf die volgende week afreist naar Noord-Amerika om de massastarts tijdens de wereldbeker te schaatsen reist nu eerst net als de rest van het peloton door naar Oostenrijk. De Aart Koopmans Memorial is daar donderdag nog de natuurijstussenstop voor hij de plas oversteekt voor het massasprintgeweld. Bente Kerkhoff won de Top-divisie wedstrijd bij de vrouwen. De klassementsleidster klopte: Esther Kiel en Jet Fransen. De strijd om de winst ging tussen zeventien rijdsters die het peloton op een ronde hadden gezet. Veelwinnares Marijke Groenewoud liet de wedstrijd verstek gaan en Kerkhoff had met een sterk rijdende Maaike Verweij maar een ploeggenote op het ijs maar de vrouwen in het groen maakte het voor de vijftiende keer dit seizoen af. 
Kevin van der Horst won de wedstrijd voor beloften mannen. Op De Scheg was Van der Horst oranjepakdrager in de pelotonsprint plaatsgenoot Joël Haasjes en Simon de Smit e snel af. Van der Horst, vorig jaar tiende tijdens de Alternatieve Elfstedentocht, toonde zo zijn vorm voor het Oostenrijkse natuurijs. In het klassement bouwde hij de klassementsleiding uit op Haasjes die opklom naar de tweede plaats en het witte jongerenpak overnam van Ruben Verkerk die genoegen moest nemen met de negende plaats.

## Tijdschema
| Datum               | Tijd (CET) | Onderdeel           |
| ------------------- | ---------- | ------------------- |
| Zaterdag 18 januari | 18:00      | Beloften mannen     |
| Zaterdag 18 januari | 19:15      | Top-divisie vrouwen |
| Zaterdag 18 januari | 20:30      | Top-divisie mannen  |

## Podia
| Klasse              | Eerste              | Tweede            | Derde         |
| ------------------- | ------------------- | ----------------- | ------------- |
| Top-divisie mannen  | Bart Hoolwerf       | Christian Haasjes | Luc ter Haar  |
| Top-divisie vrouwen | Bente Kerkhoff      | Esther Kiel       | Jet Fransen   |
| Beloften mannen     | Kevin van der Horst | Joël Haasjes      | Simon de Smit |

## Uitslag Top-divisie mannen[2]
| #      | Schaatser           | Nationaliteit | Ploeg                             | Ronde | Punten |
| ------ | ------------------- | ------------- | --------------------------------- | ----- | ------ |
| Goud   | Bart Hoolwerf       | Nederland     | Team Reggeborgh                   | 125   | 25,1   |
| Zilver | Christiaan Haasjes  | Nederland     | Bouwselect / De Haan Westerhoff   | 125   | 21     |
| Brons  | Luc ter Haar        | Nederland     | Bouwselect / De Haan Westerhoff   | 125   | 18     |
| 4      | Harm Visser         | Nederland     | Team Essent                       | 125   | 17     |
| 5      | Tjerk de Boer       | Nederland     | Royal A-ware                      | 125   | 16     |
| 6      | Jorian ten Cate     | Nederland     | OKAY/Interfarms                   | 125   | 15     |
| 7      | Evert Hoolwerf      | Nederland     | Team Reggeborgh                   | 125   | 14     |
| 8      | Ruben Ligtenberg    | Nederland     | Sprog                             | 125   | 13     |
| 9      | Wisse Slendebroek   | Nederland     | Royal A-ware                      | 125   | 12     |
| 10     | Jordy Harink        | Nederland     | Royal A-ware                      | 125   | 11     |
| 11     | Robert Post         | Nederland     | Team Essent                       | 125   | 10     |
| 12     | Miguel Bravo        | Portugal      | A6.nl / KMC                       | 125   | 9      |
| 13     | Maikel Stam         | Nederland     | VGR Sport / Galesloot constructie | 125   | 8      |
| 14     | Niels Overvoorde    | Nederland     | Bouwselect / De Haan Westerhoff   | 125   | 7      |
| 15     | Wabe de Rooij       | Nederland     | VGR Sport / Galesloot constructie | 125   | 6      |
| 16     | Chiel Smit          | Nederland     | Team Essent                       | 125   | 5      |
| 17     | Luuk Loohuis        | Nederland     | Port of Amsterdam / SKITS         | 125   | 4      |
| 18     | Joram Verkerk       | Nederland     | VGR Sport / Galesloot constructie | 125   | 3      |
| 19     | Homme Jan de Groot  | Nederland     | Team Essent                       | 125   | 2      |
| 20     | Christiaan Hoekstra | Nederland     | Hamco / Motorama                  | 125   | 1      |

125 ronden
1:06:18uur (gem. 31,8sec) 45,2km/h

## Uitslag Top-divisie vrouwen[3]
| #      | Schaatser            | Nationaliteit | Ploeg                                        | Ronde | Punten |
| ------ | -------------------- | ------------- | -------------------------------------------- | ----- | ------ |
| Goud   | Bente Kerkhoff       | Nederland     | Team Albert Heijn Zaanlander                 | 80    | 25,1   |
| Zilver | Esther Kiel          | Nederland     | Puur ICT-BTZ                                 | 80    | 21     |
| Brons  | Jet Fransen          | Nederland     | Wokke Vastgoed                               | 80    | 18     |
| 4      | Kim Talsma           | Nederland     | Bouwbedrijf De Vries                         | 80    | 17     |
| 5      | Elsemieke van Maaren | Nederland     | OKAY/Interfarms                              | 80    | 16     |
| 6      | Maaike Verweij       | Nederland     | Team Albert Heijn Zaanlander                 | 80    | 15     |
| 7      | Beau Wagemaker       | Nederland     | A6.nl / KMC                                  | 80    | 14     |
| 8      | Tjilde Bennis        | Nederland     | Turner                                       | 80    | 13     |
| 9      | Tessa Snoek          | Nederland     | VGR Sport / Vreugdenhil Dairy Foods          | 80    | 12     |
| 10     | Sophie Kraaijeveld   | Nederland     | Turner                                       | 80    | 11     |
| 11     | Nienke Smit          | Nederland     | OCRE                                         | 80    | 10     |
| 12     | Evelien Vijn         | Nederland     | Puur ICT-BTZ                                 | 80    | 9      |
| 13     | Femke Mossinkoff     | Nederland     | VGR Sport / Vreugdenhil Dairy Foods          | 80    | 8      |
| 14     | Sylvia de Vries      | Nederland     | Victron Energy                               | 80    | 7      |
| 15     | Veerle van Koppen    | Nederland     | Puur ICT-BTZ                                 | 80    | 6      |
| 16     | Manon Gremmen        | Nederland     | Husqvarna / Praktijk Centrum Bomen           | 80    | 5      |
| 17     | Luna Jonkers         | Nederland     | Skadi / P&G Safety / Mark Bouman Grondwerken | 80    | 4      |
| 18     | Gioya Lancee         | Nederland     | Puur ICT-BTZ                                 | 80    | 3      |
| 19     | Nikki Noordergraaf   | Nederland     | OKAY/Interfarms                              | 80    | 2      |
| 20     | Janne Berkhout       | Nederland     | Turner                                       | 80    | 1      |

80 ronden
0:45:52uur (gem. 34,4sec) 41,9km/h

## Uitslag beloften mannen[4]
| #      | Rijder              | Nationaliteit | Ploeg                           | Ronde | Punten |
| ------ | ------------------- | ------------- | ------------------------------- | ----- | ------ |
| Goud   | Kevin van der Horst | Nederland     | Royal A-ware                    | 100   | 25,1   |
| Zilver | Joël Haasjes        | Nederland     | Arbeidsrecht de Graaf           | 100   | 21     |
| Brons  | Simon de Smit       | Nederland     | Vector                          | 100   | 18     |
| 4      | Arn Botman          | Nederland     | Wokke Vastgoed                  | 100   | 17     |
| 5      | Jasper Tinga        | Nederland     | Douma Staal                     | 100   | 16     |
| 6      | Arjen van Damme     | Nederland     | Skate@sea                       | 100   | 15     |
| 7      | Chris Berkhout      | Nederland     | Team Reggeborgh                 | 100   | 14     |
| 8      | Daan Berkhout       | Nederland     | Team Reggeborgh                 | 100   | 13     |
| 9      | Ruben Verkerk       | Nederland     | Ormer ICT                       | 100   | 12     |
| 10     | Morris Witkam       | Nederland     | Vector                          | 100   | 11     |
| 11     | Bram Kras           | Nederland     | Wokke Vastgoed                  | 100   | 10     |
| 12     | Rick de Ruijgt      | Nederland     | Groenehartsport.nl              | 100   | 9      |
| 13     | Niek Berden         | Nederland     | Traumeel Gel                    | 100   | 8      |
| 14     | Stefan Huizenga     | Nederland     |                                 | 100   | 7      |
| 15     | Quinten Meerveld    | Nederland     | Vision Sports / ADS             | 100   | 6      |
| 16     | Mathijs van Zwieten | Nederland     | Douma Staal                     | 100   | 5      |
| 17     | Fred Schouwenaar    | Nederland     | Ormer ICT                       | 100   | 4      |
| 18     | Joël Bom            | Nederland     | Ormer ICT                       | 100   | 3      |
| 19     | Luke Kooij          | Nederland     | Langhout Beton & PCO Infra      | 100   | 2      |
| 20     | Rick Meijer         | Nederland     | Bouwselect / De Haan Westerhoff | 100   | 1      |

80 ronden
0:42:58uur (gem. 32,2sec) 44,7km/h

### Snelste wedstrijdgemiddelde
| Klasse              | Snelste gemiddelde       | Tijd     | Ronden | Schaatsster         | Nationaliteit | Ploeg                        |
| ------------------- | ------------------------ | -------- | ------ | ------------------- | ------------- | ---------------------------- |
| Top-divisie Mannen  | 45,2 km/h (gem. 31,8sec) | 01:06:18 | 125    | Bart Hoolwerf       | Nederland     | Team Reggeborgh              |
| Top-divisie Vrouwen | 41,9 km/h (gem. 34,4sec) | 00:45:52 | 80     | Bente Kerkhoff      | Nederland     | Team Albert Heijn Zaanlander |
| Beloften Mannen     | 44,7 km/h (gem. 32,2sec) | 00:42:58 | 80     | Kevin van der Horst | Nederland     | Royal A-ware                 |

Marathon Cup 1 · 
Marathon Cup 2 · 
Marathon Cup 3 ·
Marathon Cup 4 · 
Marathon Cup 5 · 
Marathon Cup 6 · 
Marathon Cup 7 · 
Marathon Cup 8 · 
De Vier van Noord-Holland 1 · 
De Vier van Noord-Holland 2 · 
De Vier van Noord-Holland 3 · 
De Vier van Noord-Holland 4 · 
Marathon Cup 9 · 
NK kunstijs · 
Marathon Cup 10 · 
Marathon Cup 11 · 
Marathon Cup 12 · 
Marathon Cup 13 · 
Grand Prix 1 · 
Open NK natuurijs · 
Grand Prix 2 · 
Grand Prix 3 · Marathon Cup 14 · 
Marathon Cup 15 · 
Grand Prix 4 · 
Grand Prix 5 · 
Grand Prix 6 ·  
Marathon Cup 16  · 
Klassementen: KNSB Cup ·
Jongeren · 
Ploegen ·
Grand Prix ·
Club-assistent Brabantcup ·
De Vier van Noord-Holland
Lijst van schaatsmarathonrijders 2024/2025